# Claude Coquelet
Pour les articles homonymes, voir Coquelet (homonymie).
Claude Coquelet, né à Oissery et  mort le 26 octobre 1613 à Meaux, est un prélat français  du XVIe siècle et du début du XVIIe siècle. Il est fils de Gilles, vicaire général de Digne, et est  un neveu d'Henri le Meignen,  évêque de Digne.

## Biographie
Claude Coquelet est aumônier de la reine   Marguerite de Valois et abbé de Châge. Il est chanoine et archidiacre de Meaux, quand il est nommé évêque de Digne en 1587. En 1602 il permute avec l'abbaye de Livry.

## Source
- La France pontificale (Gallia Christiana), Paris, s.d.